# Frendel István
Frendel István (18. század) mezőgazdász, selyemtenyésztő intézeti igazgató, százados, színházi szakíró.
Mint császári és királyi százados ment nyugdíjba, ezután a szenci selyemhernyótenyésztő intézet igazgatója lett. 1779-es röpiratában a Nemzeti Színházat a bécsi Burgtheater mintájára képzelte el (Ennek hasonmás kiadása megjelent 1987-ben Staud Géza tanulmányával.) A színházat nemesi pártfogással akarta létrehozni Pesten, és Bécsben képzett színészeket alkalmazott volna. 

## Munkái
- Entwurf zu einem, ungarischen Nationaltheater. In einer Rede an das Vaterland. Pressburg, 1779.
- Die Kunst Seide zu erzeugen, oder umständliche praktische Abhandlung eines geprüften, und dem Klima von Ungarn und Oesterreich angemessenen Seidenbaues zum leichten Begriffe und unterhaltenden Unterricht denen Kunstbeflissenen für künftige neue Reichthumsquellen in Frag- und Antworten. Pressburg, 1795.